# Micromammifère

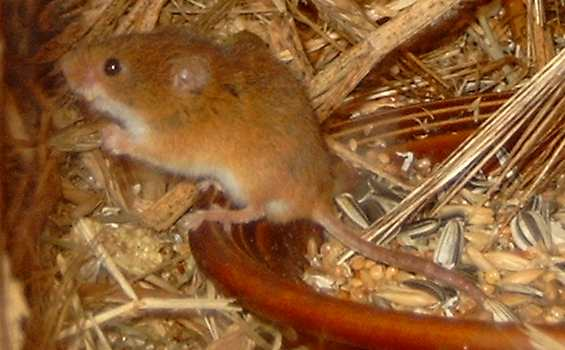
Le rat des moissons est le plus petit rongeur d'Europe. Il ne pèse que 6 g.

Les micromammifères sont de petits mammifères (carnivores, rongeurs, insectivores, etc.) regroupés dans cette catégorie particulière en raison de leur petite taille.

## Biologie
Dans la nature, le comportement des micromammifères reste assez mal connu sauf pour quelques espèces plus faciles à observer ou plus proches de l'homme (hérisson, taupe, écureuil, loir, lérot, rat d'eau, rat noir, rat surmulot, rat musqué, ragondin, lièvre, lapin de garenne). Les micromammifères sont souvent nocturnes et fouisseurs ; certains sont arboricoles (écureuil) ; d'autres peuvent voler (chauve-souris) ou planer (certains écureuils). Tous ont des fonctions écologiques complexes. 
Ils sont principalement étudiés par piégeage (technique de capture-recapture, avec marquage), par observation sur le terrain ou en laboratoire ou par identification des ossements trouvés dans les pelotes de réjection de rapaces. Une étude de plus de 20 000 pelotes de chouette effraie a par exemple permis dans le Limousin d'identifier et d'étudier la distribution de vingt-deux petits mammifères.

Les chauve-souris sont étudiées à l'aide de détecteurs d'ultrasons et la capture au filet ou l'observation de leurs gîtes.

## Dynamique des populations
La dynamique de population de ces espèces souvent discrètes a longtemps été mal connue dans la nature. Des techniques d'évaluation par la méthode capture-recapture associée à la collecte de poils servant à identifier leurs porteurs par analyse de leur ADN ont permis de mieux dénombrer les populations, y compris de très petites espèces telles que le rat des moissons.
La démographie des micromammifères est souvent caractérisée par des cycles courts, contrôlés par de complexes boucles de rétroactions faisant intervenir leur système hormonal, la disponibilité en nourriture, les taux de prédation, ou encore des épidémies, tous ces facteurs étant eux-mêmes influencés par les aléas climatiques et les incendies, sècheresse, inondations qui peuvent en découler.

## Fonctions dans l'écosystème
De nombreux micromammifères autochtones fournissent des services écosystémiques importants voire vitaux à long terme pour les forêts. 
Ils contribuent à transmettre certaines maladies via les racines qu'ils attaquent (Fomes-Armillaires), et à transmettre des parasites zoonotiques ou des virus, via les bactéries et virus qu'ils abritent et dont ils sont parfois des réservoirs. Ces pathogènes sont notamment transmis par des vecteurs biologiques tels que les tiques. Ils consomment des plantules, propagules ou graines d'arbres ou d'autres plantes en pouvant gêner l'agriculture. Mais en creusant leurs terriers ou fouillant le sol (ex : taupes), ils jouent aussi un rôle important d'aération et de mélange des sols. 
De plus, ces animaux sont souvent « fouisseurs » et/ou ils accumulent des provisions de graines et fruits dans le sol. Ils jouent alors un rôle important en matière de mycorhization du système racinaire des arbres forestiers, et donc en matière de productivité forestière et de résilience écologique ou d'extension des forêts (Reboisement).  
Par exemple, les écureuils sont tous fongivores à certaines époques de l'année, et ils enterrent leurs provisions de graines. De même les mulots forestiers mangent des champignons souterrains et contribuent à diffuser leurs spores qui se retrouvent en grande partie intactes dans leurs excréments. On a montré que dans une forêt de conifères de l'Oregon, près de 30 espèces de petits mammifères présents à raison de jusqu'à 40 individus par hectare, consommaient des champignons ectomycorhiziens souterrains tout ou partie de l'année. Une partie de ces champignons (truffes, elaphomyces, Hysterangiales) ne pourraient pas diffuser leurs spores sans ces espèces, or ces champignons sont également utiles aux arbres qu'ils mycorhyzent.  

En France, la plupart des micromammifères forestiers ou semi-forestiers sont consommateurs réguliers ou occasionnels de champignons. Pour toutes les espèces étudiées, des spores de carpophores souterrains ont été trouvées dans plus de 40 % des excréments examinés. On trouve même plus de spores de champignons souterrains qu'aériens, ce qui peut s'expliquer par leur appétence pour ces animaux, mais aussi par le fait que la quasi-totalité des carpophores souterrains est composée de spores, ce qui n'est pas le cas de la plupart des champignons qui fructifient à la surface du sol.  De plus, en laboratoire, le transit intestinal semble avoir un effet positif sur la maturation du champignon (une hypothèse est que les levures présentes dans les excréments et le tube digestif  jouent un rôle de stimulation de la maturation des spores ingérées, de même que certaines bactéries fixatrices de l'azote, qui sont des compagnes habituelles des champignons symbiotiques et ectomycorhiziens notamment. D'autres bactéries de l'intestin (les actinomycètes) jouent aussi un rôle considérable dans la formation de l'humus. Jusqu'à 200 millions de spores par gramme de matière fécale ont été comptés chez certains écureuils d'Amérique du Nord. 

Remarque : chez les grands mammifères, le sanglier joue aussi ce rôle.

## Aspects sanitaires
Les micromammifères sont l'un des réservoirs de nombreux pathogènes auquel l'homme est sensible (peste, échinococcose, maladie de lyme, fièvre hémorragique, par exemple).

## Bioindicateurs
Chaque espèce est généralement typique d'un milieu et d'une zone géographique ou climatique. Certaines pullulations ou disparitions peuvent être des signes de déséquilibres écologiques. 
Des atlas sont dressés aux échelles régionales, nationales et supranationales pour le suivi de ces espèces, dont certaines peuvent être considérées comme de bons indicateurs de qualité ou dégradation de milieux.
Les micromammifères sont également précieux dans le cadre des études archéologiques : les populations fossiles permettent de reconstituer assez précisément les paléoenvironnements et certaines espèces peuvent apporter des indications d'ordre biochronologique. Certaines espèces peuvent également être considérées comme des marqueurs de l'anthropisation progressive du milieu qui caractérise le passage d'une économie de prédation au Paléolithique a une économie de production au Néolithique.

## Animaux d'étude et de laboratoire
Certains micromammifères sont des animaux de laboratoire bien connus (souris, rat, hamster, cobaye, etc.), pour lesquels des souches particulières sont élevées pour la recherche (souris sans poil, individus allergiques ou développant tel type de cancer, ou doté de tel patrimoine génétique, souris transgéniques).

## Liste de micromammifères
En Europe et en France, on rencontre près d'une quarantaine de micromammifères, le plus petit étant la pachyure étrusque.
Quelques micromammifères de France : 
- Apodemus flavicollis : mulot à collier, mulot à gorge jaune
- Apodemus sylvaticus : mulot sylvestre, souris sylvestre
- Clethrionomys glareolus : campagnol roussâtre
- Microtus agrestis : campagnol agreste
- Microtus arvalis : campagnol des champs
- Crocidura russula : crocidure commune, crocidure musette, musaraigne musette
- Sorex coronatus : musaraigne couronnée, musaraigne de Millet
- Sorex minutus : musaraigne pygmée
- Neomys anomalus : musaraigne aquatique de Miller, crossope de Miller
- Neomys fodiens : musaraigne aquatique européenne, crossope aquatique
- Arvicola amphibius : campagnol terrestre, grand campagnol, rat taupier
- Arvicola sapidus : campagnol amphibie
- Microtus pyrenaicus : (aussi Microtus gerbei) Campagnol des pyrénées (ou Campagnol de Gerbe)
- Microtus subterraneus : Campagnol souterrain
- Micromys minutus : rat des moissons, souris des moissons, souris naine
- Muscardinus avellanarius : muscardin
- Talpa europaea : taupe d'Europe
- Eliomys quercinus : lérot, lérot commun, loir lérot
- Myoxus glis : loir gris, loir commun, loir ordinaire
- Mus musculus : souris domestique, souris commune